# Yves Couder
Yves Couder  (* 9. Januar 1941 in Boulogne-Billancourt; † 2. April 2019 in Paris) war ein französischer Physiker, der sich insbesondere mit Hydrodynamik beschäftigte.
Yves Couder war der Sohn des Optikingenieurs und Astronomen André Couder (1897–1979). Er studierte an der Universität Paris-Süd in Orsay und wurde 1973 an der Universität Paris VI (Pierre et Marie Curie) promoviert und forschte am Physiklabor der École normale supérieure (Paris). 1985 wurde er Professor an der Universität Paris XI (Denis Diderot). Er war Gründer des Laboratoire Matière et Systèmes Complexes.
Couder untersuchte zum Beispiel Hydrodynamik von zweidimensionalen Seifenfilmen (mit der Möglichkeit der Turbulenz bei horizontaler Anordnung), Intermittenz von Wirbelfäden bei Turbulenz, dendritische Musterbildung („viscous fingering“, Saffman-Taylor-Instabilität), Welle-Teilchen-Dualismus bei Öltröpfchen und die Morphogenese, Wachstum und Phyllotaxis bei Pflanzen.
Er entwickelte 2006 in Experimenten mit Öltropfen, die man auf die Oberfläche eines vibrierenden Ölbades fallen lässt, ein Analogmodell zum Testen der Pilotwellentheorie der Quantenmechanik von Louis de Broglie (die Tröpfchen reiten auf Oberflächenwellen des Ölbads). Sie zeigen quantenartiges Verhalten, bewegen sich nur auf bestimmten Bahnen, zwischen denen sie aber springen können, und zeigen auch einen Tunneleffekt. Sie meinten auch Interferenzstreifen beim Doppelspaltexperiment mit diesen Öltröpfchen gefunden zu haben, was aber bei Wiederholung 2015 durch Tomas Bohr und Anders Andersen sowie John Busch (MIT) widerlegt wurde.
1992 wurde er Mitglied am Institut universitaire de France und 2013 wurde er Mitglied der Académie des sciences.
2006 erhielt er den Gentner-Kastler-Preis und den Prix des trois physiciens und 2012 den europäischen Hydrodynamikpreis.

## Schriften (Auswahl)
- mit C. Basdevant: Experimental and numerical study of vortex couples in two-dimensional flows, Journal of Fluid Mechanics, Band 173, 1986, S. 225–251
- mit J. M. Chomaz, M. Rabaud: On the hydrodynamics of soap films, Physica D: Nonlinear Phenomena, Band 37, 1989, S. 384–405
- mit H. Thomé, M. Rabaud, V. Hakim: The Saffman–Taylor instability: From the linear to the circular geometry, Physics of Fluids A, Band 1, 1989, S. 224–240
- mit M. Rabaud, S. Michalland: Dynamical regimes of directional viscous fingering: Spatiotemporal chaos and wave propagation, Phys. Rev. Lett., Band 64, 1990, S.  184
- mit S. Douady, M. E. Brachet: Direct observation of the intermittency of intense vorticity filaments in turbulence, Phys.Rev. Lett., Band 67, 1991, S. 983
- mit S. Douady: Phyllotaxis as a physical self-organized growth process, Phys.Rev. Lett., Band 68, 1992, S. 2098
- mit S. Douady: Phyllotaxis as a dynamical self organizing process, Teil 1: the spiral modes resulting from time-periodic iterations, Journal of Theoretical Biology, Band 178, 1996, S. 255–273
- mit S. Protiere, E. Fort, A. Boudaoud: Walking and orbiting droplets, Nature, Band 437, 2005, S. 208
- mit E. Fort, C. H. Gautier, A. Boudaoud: From bouncing to floating: noncoalescence of drops on a fluid bath, Phys. Rev. Lett., Band 94, 2005, S. 177801
- mit E. Fort: Single-particle diffraction and interference at a macroscopic scale, Phys. Rev. Lett., Band 97, 2006, S. 154101
- mit S. Protiere, A. Boudaoud: Particle–wave association on a fluid interface, Journal of Fluid Mechanics, Band 554, 2006, S. 85–108
- mit O. Hamant, Jan Traas u. a.: Developmental Patterning by Mechanical Signals in Arabidopsis, Science, Band 322, 2008, S. 1650–1655
- mit E. Fort, A. Eddi, A. Boudaoud, J. Moukhtar: Path-memory induced quantization of classical orbits, Proc. Nat. Acad. Sci., Band 107, 2010, S. 17515–17520